# Lupercal
El Lupercal era una cueva, convertida luego en santuario, donde los antiguos romanos veneraban al dios Luperco (en latín, Faunus Lupercus). Se hallaba en la base del monte Palatino, en Roma.

## Historia
Originalmente, el Lupercal era una simple cueva al pie del Palatino. Dionisio de Halicarnaso la describe como grande, rocosa, cubierta de robles y con un manantial al fondo. Según la tradición, el Lupercal es el lugar donde el pastor Fáustulo encontró a los gemelos Rómulo y Remo después de que los hubiesen abandonado metidos en una cesta.  Aquí los amamantó la loba.

## Sitio arqueológico
El 26 de enero de 2007, la arqueóloga italiana Irene Iacopi anunció que era muy probable que hubiesen encontrado la legendaria cueva bajo las ruinas de la casa de Augusto en el Palatino. Además de la directora de las excavaciones, Irene Iacopi, participaron el subdirector general de Bellas Artes (en italiano, sovrintendente delle Belle Arti) Angelo Bottini, el arqueólogo Andrea Carandini y el comisario de apoyo científico Giorgio Croci. Los arqueólogos descubrieron esta cavidad a una profundidad de 15 m durante las obras de restauración del palacio.
El 20 de noviembre de 2007, se publicó una primera serie de fotografías en las que se muestra la bóveda de la cueva, decorada con mosaicos de colores y conchas. En el centro de la bóveda aparece representada un águila blanca, que es el símbolo del principado de César Augusto. Los arqueólogos siguen buscando todavía la entrada de la cueva bajo el Palatino, en los alrededores del palacio o casa de Augusto (en latín, domus Augusti, que no debe confundirse con la domus Augustana).
La cueva se encuentra próxima al muro exterior de dicho palacio, entre el templo de Apolo Palatino y la basílica de Santa Anastasia del Palatino, a la altura del circo Máximo y a 16 m de profundidad. Hasta ahora, solo se ha podido explorar con una sonda provista de videocámara, la cual reveló una estructura de 9 m de alto y 7,5 m de diámetro, con mosaicos en las paredes y el águila augusta en el centro.
Algunos arqueólogos han coincidido en identificar esta cueva con el Lupercal; en cambio, otros que discrepan de esta opinión han identificado el sitio con una fuente ornamental o un ninfeo.

## Origen del nombre
Tanto Ovidio como Plutarco ofrecen dos posibles explicaciones del término Lupercal, el cual derivaría:
- de la loba que amamantó a Rómulo y Remo, Luperca, que primero le dio nombre a la cueva y después al rito de las lupercales;
- del culto de las lupercales, las cuales serían el equivalente latino de las fiestas griegas denominadas liceas. De hecho, ambas festividades contienen el término lobo en la etimología de su nombre.

## Interpretación
Desde el punto de vista político, el Lupercal es el símbolo del nacionalismo romano. En cambio, desde la perspectiva religiosa, representa el punto de encuentro entre el elemento albano (‘de Alba Longa’, antigua capital del Lacio) y el elemento etrusco, dos fases de civilización previas a la fundación de Roma cuyas influencias acabarían confluyendo en el culto de los antiguos romanos.

## Estudios y reconstrucciones de la ubicación del sitio
El Lupercal se ha emplazado tradicionalmente en las proximidades de la higuera ruminal. Ya el historiador romano Veleyo Patérculo lo sitúa al pie del Palatino.
También el humanismo renacentista abordó esta cuestión:
- Flavio Biondo ubica el Lupercal a la vera del camino que conduce al circo Máximo y a la vía Apia.[17]
- Andrea Fulvio señala un punto en la base del Palatino como la «gruta y guarida de la loba».[18]

Más recientemente, el geólogo Gioacchino De Angelis D'Ossat realizó un estudio hidrogeológico de las aguas subterráneas de la zona del Palatino para colaborar en la búsqueda arqueológica del emplazamiento del Lupercal, que, según la tradición, disponía de un manantial. Esta investigación demostró que el Palatino estaba sometido originalmente a la erosión que ejercían los recursos hídricos subyacentes, pero que la acción humana también contribuyó a extraer materiales rocosos. El Lupercal debía de estar excavado en un material resistente como:
toba litoide de construcción; toba granulada; grava, adecuada para la existencia de una fuente.
La búsqueda de la cueva tenía que tener en cuenta, por consiguiente, el conjunto de estos factores y, para Gioacchino De Angelis D'Ossat, el lugar más idóneo se hallaba en la parte noroeste de la colina, en relación con un banco de grava.